# Малая Фламиниева дорога
Малая Фламиниева дорога (лат. Via Flaminia Minor) или Военная Фламиниева дорога (лат. Via Flaminia Militare) — стратегическая римская дорога, соединявшая Бононию (Болонья) и Арретиум (Ареццо).

## История

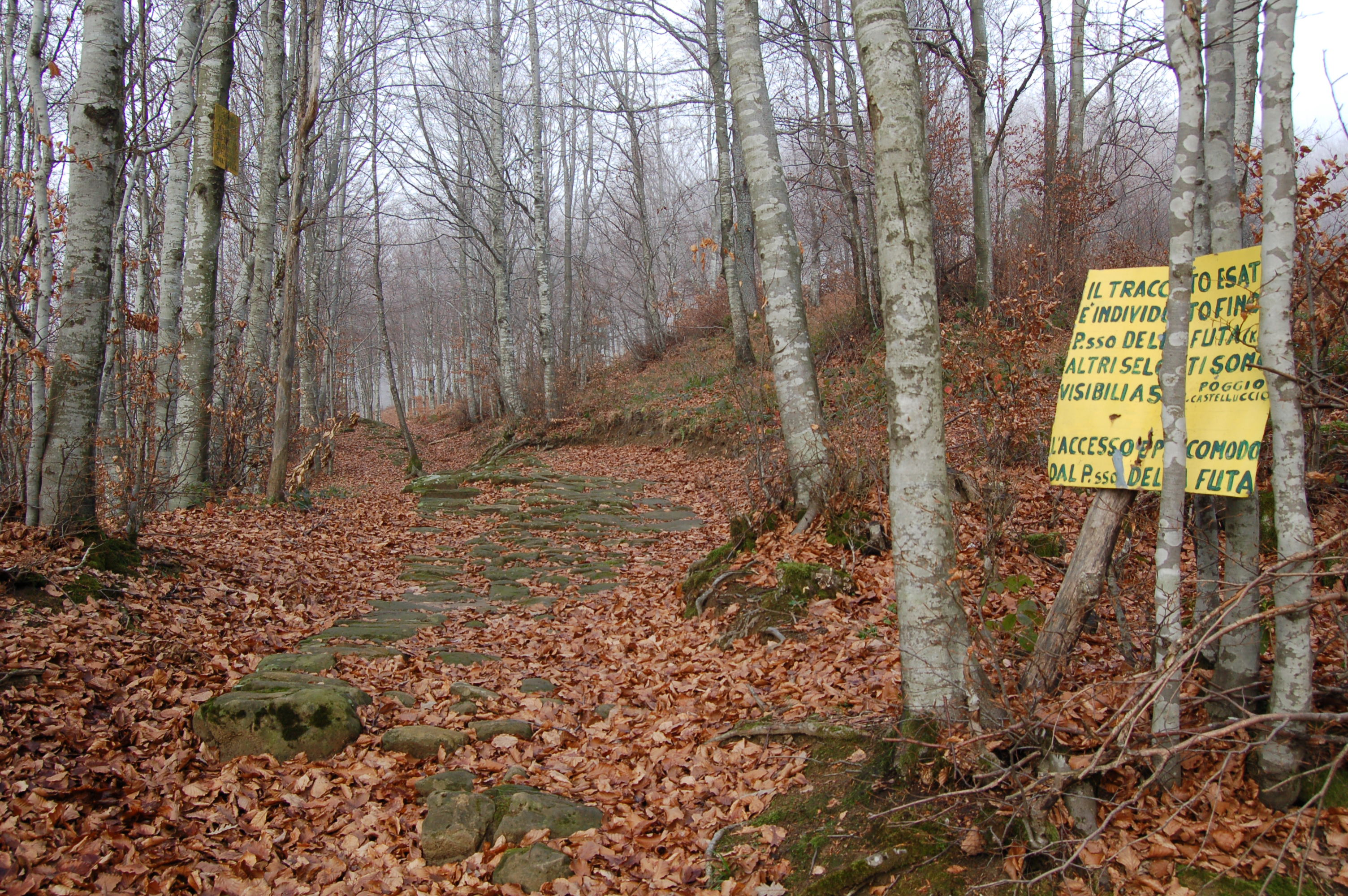
Малая Фламиниева дорога в районе Пиан ди Балестра (Pian di Balestra).

Дорога построена по инициативе консула 187 года до н. э. Гая Фламиния, который сумел убедить Сенат, вопреки позиции другого консула, Эмилия Лепида, в ошибочности годами проводившейся политики пренебрежения к военной угрозе со стороны лигурийских племён.
Альтернативные наименования «Вторая Фламиниева» (Flaminia Secunda) и «Другая Фламиниева» (Flaminia Altera), наряду с приведёнными выше использовались исследователями, чтобы отличить её от Фламиниевой дороги, названной в честь Гая Фламиния Непота. Участок дороги между перевалом Фута и Мадонна деи Форнелли также известен как «римская дорога Фута» или «буковая дорога» (strada della Faggeta). Вместе с построенной в то же время Эмилиевой дорогой Малая Фламиниева дорога обеспечивала надёжное сообщение между основными городами Романьи и Эмилии для защиты этих недавно завоёванных провинций от нападений кельтов и лигурийских племён.
Исключая начальный и конечный пункты дороги, с точностью установить маршрут её прохождения не представляется возможным. Предположительно она была проложена по долине реки Сиеве, а затем вверх по течению реки Арно до Ареццо. В августе 1979 года двое археологов-любителей после двадцатилетних изысканий обнаружили следы мощёного дорожного полотна в районе перевала Фута. В настоящее время выявлено около 7 километров древнеримской брусчатки, в основном на высоте около 1000 метров над уровнем моря.